# Woczkiwczi
Woczkiwczi (ukr. Вочківці, hist. pol. Wołczkowce) – wieś w rejonie wołoczyskim obwodu chmielnickiego.
W II Rzeczypospolitej stacjonowały tu jednostki graniczne Wojska Polskiego: we wrześniu 1921 w Wołczkowicach wystawiła placówkę 2. kompania 23. batalionu celnego.